# اعلامیه حقوق ۱۶۸۹
اعلامیه حقوق (به انگلیسی: Bill of Rights) سندی بود که مجلس انگلستان برای تعریف و محافظت از حقوق شهروندی در در ۱۶ دسامبر ۱۶۸۹ صادر کرد. این اعلامیه دامنه قدرت پادشاه را محدود نمود، حقوق مجلس را گسترش داد، و حق آزادی بیان را در مجلس انگلستان به رسمیت شناخت.
انگلستان در همه طول سده ۱۷ (میلادی) دچار مشکلات داخلی بود. در ۱۶۰۳ دودمان استوارت جای خاندان تودور را گرفت. در این دوره، بورژواها وارد مجلس شده و با پشتیبانی از پیوریتن‌ها، از در مقابله با انگلیکان‌ها مورد پشتیبانی جیمز یکم درآمدند. در ۱۶۲۵ چارلز یکم انگلستان جانشین جیمز یکم شد و دعوای شاه و مجلس، که به صدور اعلامیه حقوق در سال ۱۶۸۹ از سوی مجلس منجر شد به اوج خود رسید. شاه در سال بعد مجلس را منحل کرد.